# Dicerca lepida
Dicerca lepida är en skalbaggsart som beskrevs av Leconte 1857. Dicerca lepida ingår i släktet Dicerca och familjen praktbaggar. Inga underarter finns listade i Catalogue of Life.